# Celsius Waterberg
Celsius Waterberg (Totikamp, 8 juli 1960) is een Surinaams arts en politicus. Hij was minister van Volksgezondheid van 2005 tot 2012. Van 2015- 2020 was hij DNA lid namens de politieke organisatie BEP. 

## Opleiding
Na in Suriname de mulo, havo en het Miranda Lyceum doorlopen te hebben ging hij in 1982 Medicijnen studeren in de Cubaanse hoofdstad Havana aan de Facultad de Ciencias Medicas. Nadat Waterberg daar in 1989 was afgestudeerd keerde hij terug naar Suriname. 

## Arts
Dat jaar begon hij als assistent-arts bij de Stichting Regionale Gezondheidsdienst (RGD) in Moengo in het district Marowijne waar toen net als elders in het oosten van Suriname de Binnenlandse Oorlog woedde. Een jaar later werd hij beëdigd als arts. Als gevolg van de strijd tussen het Junglecommando onder leiding van Ronnie Brunswijk en het nationale leger was hij op een gegeven moment de enige arts in het district Marowijne. In 1991 werd hij bestuurslid van Moiwana'86. Deze mensenrechtenorganisatie was enkele jaren eerder door de Stanley Rensch opgericht naar aanleiding van de slachting op 29 november 1986 door het nationale leger van ongeveer 50 bewoners van het marrondorp Moiwana in het district Marowijne.
In 1992 werd hij zaalarts interne geneeskunde in 's Lands Hospitaal te Paramaribo en twee jaar later assistent van de Patholoog Anatoom bij de EHBO en Militair Hospitaal. In 1996 was hij samen met Stanley Rensch betrokken bij de oprichting van Stichting Thuiszorg waarvan hij tot 1997 directeur was. Vanaf dat jaar was hij verbonden aan een privé-polikliniek in Kasabaholo. Daarnaast was Celsius Waterberg van 1998 tot 2004 Rayon Coördinator en arts Rayon 3 te Latour bij de RGD.

## Politiek
Voor hij naar Cuba vertrok, was hij lid van de Nationaal Jongeren Beweging en de Volkspartij. Van 1996 tot 2000 was hij bestuurslid van de Broederschap en Eenheid in de Politiek (BEP).
De BEP deed tijdens de verkiezingen van 2005 mee in de A Combinatie (AC). Bij deze verkiezingen behaalde de A Combinatie 5 zetels en mocht ze als regeringspartij drie ministers leveren. Namens de AC/BEP zat Waterberg in het derde kabinet-Venetiaan als minister van Volksgezondheid. Na de verkiezingen van mei 2010 bleef hij minister van Volksgezondheid in het kabinet-Bouterse. Na de zogeheten reshuffling, de kabinetsherschikking als gevolg van de stemming over de Amnestiewet 2012, werd hij de laan uitgestuurd, om het ministerie te 'depolitiseren'.
Op 29 september 2012 werd Waterberg gekozen tot voorzitter van de BEP. Waterberg kandideerde in het district Paramaribo tijdens de verkiezingen van 2015 en nam daarna zitting in De Nationale Assemblée. In de nieuwe kabinetsperiode maakt de BEP deel uit van de coalitie van president Bouterse.
In februari 2018 bracht oud-partijvoorzitter Caprino Alendy naar buiten dat hij niet te spreken was over het voorzitterschap van de partij onder Celsius Waterberg. Alendy rekende het Waterberg aan dat het aantal zetels bij de vorige verkiezingen sterk teruggelopen was en daarnaast zou de interne organisatie in de partij geschaad zijn. Op 3 februari 2018 werden er verkiezingen om het voorzitterschap van de BEP gehouden. Nadat Alendy vernam dat Ronny Asabina ook zou meedingen, zag hij af van eigen deelname en besloot hij Asabina te steunen. Uiteindelijk verloor Waterberg van Asabina met 71 tegen 124 stemmen. Een jaar later maakte Waterberg de oprichting van een nieuwe partij bekend, de Sociaal Democratische Unie, waarvan hij zelf de voorzitter werd.
Tijdens de verkiezingen van 2025 was hij op nummer 2 lijstduwer van de samenwerkende partijen OPTSU.